# Star Parade
Star Parade è una canzone del gruppo musicale finlandese alternative rock End of You, estratta come singolo dall'album del 2010 Remains of the Day.

## Tracce
1. Star Parade – 4:02

## Formazione
- Jami Pietilä - voce
- Jani Karppanen - chitarra
- Joni Borodavkin - tastiere
- Marko Borodavkin - basso
- Otto Mäkelä - batteria